# Джос
Джос (англ. Jos) — 19-й по величине город в республике Нигерия. Расположен в возвышенной части плато Джос, в так называемой Средней Нигерии практически в самом сердце страны. Также является административным центром Нигерийского штата Плато.

## Климат
| Показатель | Янв. | Фев. | Март | Апр. | Май  | Июнь | Июль | Авг. | Сен. | Окт. | Нояб. | Дек. | Год  |
| --- | ---- | ---- | ---- | ---- | ---- | ---- | ---- | ---- | ---- | ---- | ----- | ---- | ---- |
| Средний суточный максимум, °C                                                                                         | 28   | 30   | 32   | 31   | 29   | 27   | 25   | 24   | 27   | 29   | 29    | 28   | 28,3 |
| Средняя температура, °C                                                                                               | 20,7 | 22,5 | 24,4 | 24,2 | 23,1 | 21,8 | 20,4 | 20,1 | 21,1 | 22   | 21,8  | 20,7 | 22,6 |
| Средний суточный минимум, °C                                                                                          | 14   | 16   | 18   | 19   | 18   | 18   | 17   | 17   | 17   | 17   | 16    | 14   | 16,9 |
| Норма осадков, мм | 0    | 4    | 16   | 91   | 158  | 197  | 303  | 287  | 201  | 58   | 1     | 1    | 1317 |
| Источник: http://www.climatedata.eu/climate.php?loc=nizz0011&lang=en, http://www.levoyageur.net/weather-city-JOS.html |      |      |      |      |      |      |      |      |      |      |       |      |      |

## История
Ещё во времена британского колониального правления Джос стал важным центром добычи цветных металлов (олово и др.). Повышающийся спрос на металлы в Китае и других развивающихся странах привёл к возрождению горнодобывающей промышленности в регионе в последние два десятилетия, что повлекло за собой приток мигрантов из многих других регионов страны. Автохтонные народности региона — племена тив, фульбе и джункун теперь дополняют хауса, йоруба, игбо и другие. Из-за высоких темпов численности роста населения (3-4 % в год) и религиозных противоречий между оседлыми христианами и полукочевыми мусульманами, межэтническая ситуация в городе очень напряжённая. В начале 21 века Джос трижды (в 2001, 2002 и 2010 годах) становился ареной ожесточенных столкновений между христианами и мусульманами, которые привели к гибели тысяч жителей.

### Терроризм
Джос находится примерно посередине между христианской и исламской частями страны, поэтом в нём нередко случаются теракты.
- 26 декабря 2010 года в Джосе произошёл террористический акт, в результате которого погибли 38 человек и ещё 74 получили ранения. Взрывы произошли в двух христианских церквях, объектом нападения стали христиане-паломники[2].
- 20 мая 2014 года в Джосе произошёл двойной теракт, в результате которого более 160 человек погибли и ещё более 50 получили ранения[3].

## Демография
Население города по годам:
| 1991    | 2010    |
| ------- | ------- |
| 510 300 | 622 802 |